# Färbermarke

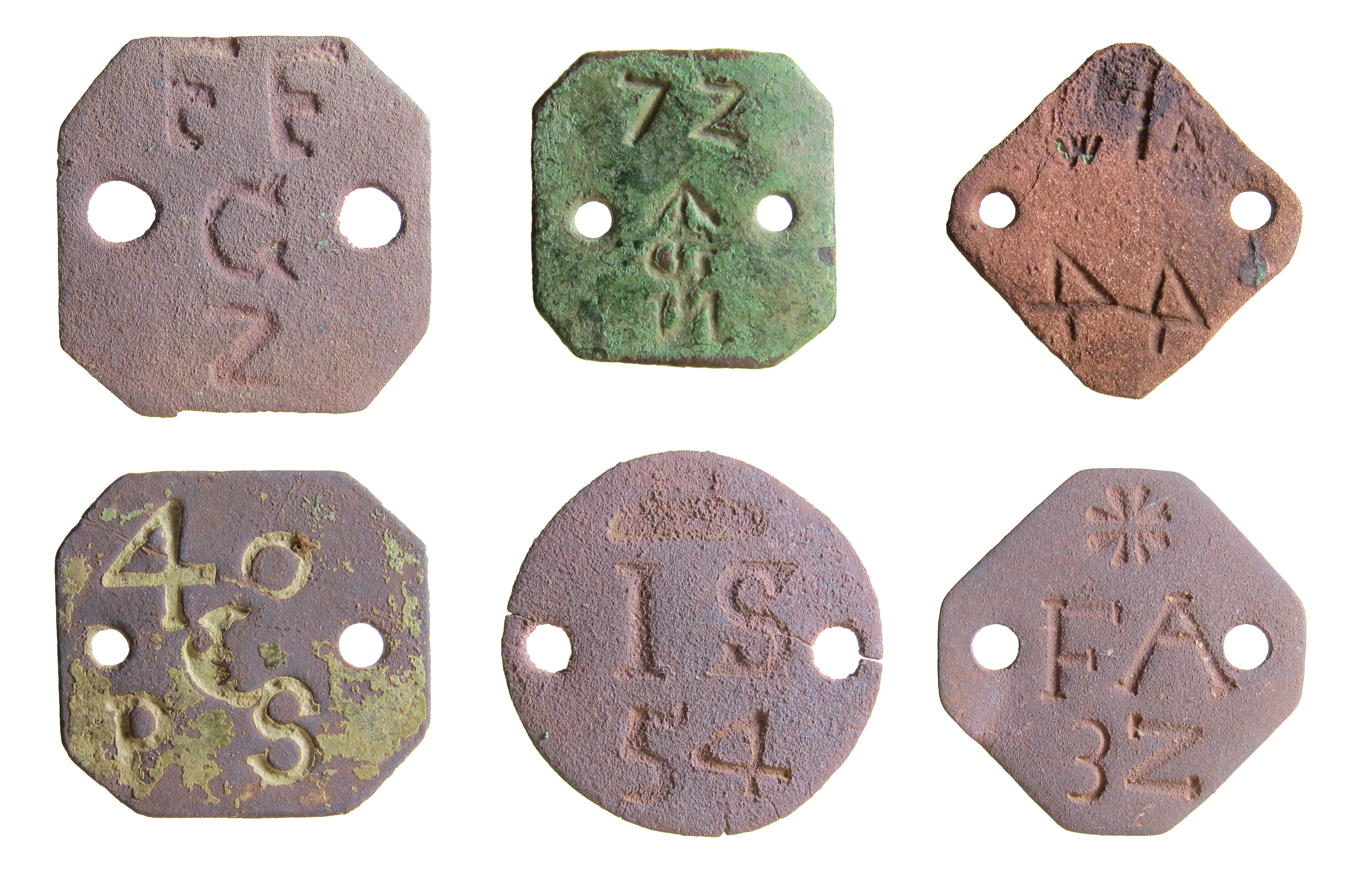
Färbermarken

Färbermarken (auch Teiken (Norddeutschland) oder Zechen (Schwalm) genannt) wurden von den Färberbetrieben zur Kennzeichnung der zu färbenden Textilien benutzt und existierten immer doppelt. 
Die eine Marke wurde angenäht, während das identische Zweitstück dem Einlieferer als Beleg mitgegeben wurde. Durch Platz und Anbringung der Marke wurde auch auf bestimmte Behandlungsarten hingewiesen. Es gab runde und eckige Marken. Aufgedruckte Buchstaben waren die Initialen der Färberei. Andere Buchstaben und Symbole geben u. a. Hinweise auf die durchzuführende Färbung und die laufende Nummer des Auftrages.
Färberzeichen sind heute interessante Zeugnisse der Handwerks- und Industriegeschichte und werden gesammelt, sie laufen in der Numismatik unter dem Begriff Marken. Wenn sie räumlich zuzuordnen sind, werden sie auch von Heimatforschern gesucht bzw. erforscht.